# Rüdiger Imgart
Rüdiger Imgart (* 14. August 1956) ist ein deutscher Rechtsanwalt und Politiker (AfD).
Seit 2018 ist Imgart nichtberufsrichterliches Mitglied des  Bayerischen Verfassungsgerichtshofs.

## Leben
Rüdiger Imgart ist als Rechtsanwalt in Weilheim in Oberbayern tätig. Er ist Vater von vier Kindern und geschieden.

## Politik
Seit 2013 ist Imgart Parteimitglied der Alternative für Deutschland.
2018 kandidierte er erfolglos bei den  bayerischen Landtagswahlen.
Imgart ist Mitglied im Kreistag und Stadtrat in Weilheim in Oberbayern.
Imgarts Eigendarstellung nach gehört der Islam „nicht zu Deutschland“. „Afrika und der Vorderorient“ könnten „nicht in Europa gerettet werden, wer halb Afrika und den Vorderorient aufnimmt rettet nicht halb Afrika und den Vorderorient, sondern wird zu diesen Ländern und zerstört die christlich-abendländische deutsche Kultur“ (sic!).
Imgart nahm am 29. August 2020 an einer Demonstration gegen Coronamaßnahmen teil, aus deren Umfeld es zum Sturm auf den Reichstag kam. Der Vorfall und seine Teilnahme wurden medial breit aufgegriffen und kritisiert.
2024 wurde Imgart für weitere fünf Jahre vom  Bayerischen Landtag als nichtberufsrichterliches Mitglied des  Bayerischen Verfassungsgerichtshofs bestellt. Im Gegensatz zu seiner ersten Wahl 2018 wurde die Entscheidung des Landtags, Imgart erneut zu wählen, politisch und medial breit rezipiert.